# Блинников Сергій Капітонович
Сергій Капітонович Блинников (рос. Серге́й Капито́нович Бли́нников; 20 липня (2 серпня) 1901, Москва, Російська імперія — 28 вересня 1969, Москва, Російська РФСР) — російський і радянський актор театру і кіно, театральний режисер, педагог. Народний артист СРСР (1963). Лауреат двох Сталінських премій (1949, 1951).

## Біографія
Навчався в школі Малого театру. З 1922 року — у школі, з 1924 в трупі МХАТу.
Особливу увагу приділяв майстерності сценічної мови, мистецтву перевтілення.
З 1945 по 1959 викладав у Школі-студії МХАТу. Виступав і як режисер театру.
Похований у Москві на Новодівичому кладовищі.

## Фільмографія
1. 1938 — Олександр Невський — Твердило, Псковський воєвода, зрадник
2. 1939 — Дівчина з характером — Завідувач вагоном-рестораном
3. 1939 — Піднята цілина — Банник Григорій Матвійович
4. 1940 — Старий наїзник — Зот Якович, голова колгоспу
5. 1940 — Салават Юлаєв — Перфильев
6. 1941 — Як посварився Іван Іванович з Іваном Никифоровичем — Іван Никифорович Довгочхун
7. 1941 — Бойова кінозбірка № 7 — Людвіг, німецький єфрейтор
8. 1942 — Оборона Царицина — Маркел Федосеїч
9. 1943 — Кутузов —  отаман Платов
10. 1944 — Весілля — матрос
11. 1944 — Велика земля — Петро Федорович Приходько
12. 1944 — Ювілей — швейцар
13. 1946 — Клятва — український ходок Баклан
14. 1946 — Перша рукавичка — Порфирій Михайлович Кошелев, директор звірорадгоспу
15. 1946 — Велике життя — Начальник комбінату
16. 1947 — Поїзд йде на схід — пасажир у вагоні-ресторані, хабаровчанін
17. 1948 — Третій удар — генерал-лейтенант Г. Ф. Захаров
18. 1949 — Кубанські козаки — Марко Данилович Дергач, голова колгоспу
19. 1949 — Падіння Берліна — Маршал Радянського Союзу І. С. Конєв
20. 1949 — Сталінградська битва — О. Н. Поскрьобишев
21. 1951 — Незабутній 1919 рік — протоієрей Богоявленський
22. 1952 — На дні — Бубнов, колишній кушнір
23. 1952 — Ревізор — Аммосов Федорович Ляпкин-Тяпкін, суддя
24. 1955 — Солдат Іван Бровкін — Тимофій Кіндратович Коротєєв, голова колгоспу
25. 1956 — На підмостках сцени — Петро Петрович Пустославцев, утримувач театру
26. 1956 — Божевільний день — відвідувач Міусова
27. 1956 — Різні долі — Єгор Петрович Зубов, начальник цеху
28. 1957 — Загін Трубачова бореться — Степан Ілліч
29. 1957 — Поєдинок — Лех
30. 1958 — Іван Бровкін на цілині — Тимофій Кіндратович Коротєєв, голова колгоспу
31. 1958 — Дівчина з гітарою — Василь Максимович Федосов, батько Тетяни
32. 1958 — Справа «строкатих» — професор Шубинский, господар обкраденій квартири
33. 1958 — Капітанська дочка — Генерал
34. 1960 — Сліпий музикант — Ставрюченко
35. 1961 — Два життя — генерал Хабалов, міністр
36. 1961 — Дев'ять днів одного року — Бутов Павло Дем'янович, директор інституту
37. 1962 — Королева бензоколонки — Бабій
38. 1962 — Сьомий супутник — Арандаренко
39. 1963 — Їм підкоряється небо — конструктор
40. 1963 — Знайомтеся, Балуєв! — Олексій Фірсов
41. 1963 — Тепер нехай йде — Джордж Бистон, господар готелю
42. 1964 — Товариш Арсеній — Пристав
43. 1964 — Голова — Сердюков, голова колгоспу
44. 1964 — Рогатий бастіон — Микола Сергійович, голова колгоспу
45. 1965 — Міщани — Бессеменов
46. 1966 — Довге щасливе життя — Симеонов-Пищик, в епізоді з вистави «Вишневий сад»
47. 1967 — Непосиди — Микола Іванович, завідувач їдальні в «Бурані»
48. 1967 — Тетянин день — диригент оркестру
49. 1968 — Трембіта — капітан Сазонов